# Torvosaurus
Torvosaurus là một chi khủng long Theropoda sống cách nay khoảng từ 153 tới 148 triệu năm trước vào cuối kỷ Trias tại ngày nay là Colorado và Bồ Đào Nha. Có hai loài được công nhận, Torvosaurus tanneri và Torvosaurus gurneyi.
Năm 1979, loài điển hình Torvosaurus tanneri là một loài khủng long ăn thịt hai chân lớn có thể phát triển đến chiều dài 10 m (32,8 ft). T. tanneri là một trong những loài ăn thịt lớn nhất đương thời, cùng với Epanterias (có thể là một cá thể Allosaurus lớn) và Saurophaganax. Torvosaurus gurneyi ban đầu cho là dài 11 mét, nhưng sau đó được chứng mình rằng nhỏ hơn. Dựa trên hình thái hình thái xương Torvosaurus, nó được cho rằng có tay ngắn nhưng khỏe.

## Từ nguyên
Tên chi Torvosaurus nghĩa là "thằn lằn dã man", và xuất phát từ tiếng Latin torvus nghĩa là "dã man" và tiếng Hy Lạp sauros (σαυρος) nghĩa là "thằn lằn". Tên loài tanneri được đặt theo tên Nathan Eldon Tanner. Torvosaurus gurneyi được đặt tên để vinh danh James Gurney.
Torvosaurus được mô tả và đặt tên bởi Peter M. Galton và James A. Jensen năm 1979 với loài điển hình Torvosaurus tanneri.